# Pedra y Coma
Pedra y Coma o Pedrá y Coma (oficialmente y en catalán La Coma i la Pedra) es un municipio español perteneciente a la provincia de Lérida, en la comarca catalana del Solsonés, situado en el valle de Lord, al norte de San Lorenzo de Morunys. La capital municipal es La Coma. Incluye los núcleos de población de La Pedra y el Port del Comte. 

## Geografía humana

### Demografía
Cuenta con una población de 282 habitantes (INE 2024).
| Gráfica de evolución demográfica de Pedra y Coma entre 1842 y 2021 |
| |
| Población de derecho según los censos de población del INE Población de hecho según los censos de población del INEEn estos censos se denominaba Pedrá y Coma: 1842, 1857, 1860, 1877, 1887, 1897, 1900, 1910, 1920, 1930, 1940, 1950, 1960, 1970 y 1981 |

| 1900 | 1930 | 1950 | 1970 | 1981 | 1986 |
| ---- | ---- | ---- | ---- | ---- | ---- |
| 487  | 482  | 437  | 427  | 228  | 254  |

## Lugares de interés
- Castillo de la Pedra
- Iglesia de San Andrés del Pujol del Racó
- Estación de esquí de Port del Comte